# 文明開華 葵座異聞録
『文明開華 葵座異聞録』（ぶんめいかいか　あおいざいぶんろく）は、フリューから2011年8月18日発売されたPlayStation Portable用女性向け恋愛アドベンチャーゲーム。キャラクターデザインはさらちよみ。2012年5月17日には追加要素が入った『文明開華 葵座異聞録 再演』（- さいえん）が発売された。『再演』では追加要素として猿飛蜜、三遊亭宝船、福澤諭吉が新たに攻略可能となり、イベントCGも追加されている。

## 物語
時は現代。導鏡寺の娘である主人公の水戸葵は、幼馴染みの神鳴宗助と蔵の掃除をするように母親から頼まれる。その蔵で見つけた鏡を手にした途端、異様な感覚を察知した主人公は雷鳴と共に別世界へ。辿り着いた場所は明治6年。公開稽古中の旅の一座、葵座の元だった。神聖なる神器、双葉葵を守りながら旅をしてきた一座は、葵の腕につけられた数珠こそがそれだと言う。勝手が分からない時代で葵は生活のより所ができ、一座は双葉葵を守ることができるという理由で、現代へ戻れるまでの間、葵座の巡業に同行する事となった。
しかし葵座とは表の顔で、裏の顔では穢れた家紋に憑かれた人に、神器の力で裏紋浄化を施し、双葉葵を通じて国を守る家紋の力を送り届けるため、津々浦々と行脚しているのであった。

## 登場人物

### 主要人物
水戸 葵（みと あおい）※名前変更可能（初期設定だと名前呼び有り）
声 - なし
高校2年生。導鏡寺という寺の娘。前向きで楽観的な性格なので落ち込んでもすぐに立ち直る。
祖母から合気道を習っていたので腕っぷしには多少の自信がある。駄洒落が好き。
神鳴 剣助（かみなり けんすけ）
声 - 森久保祥太郎 / 代永翼（幼少）
誕生日：4月2日/年齢：23歳くらい/武器：日本刀/特技：芝居
葵座座長。冗談めかしてからかう一面もあるが、責任感が強く頼りになり一座をまとめている。
自称葵座一の洒落者。自身の剣には特別な力があり、雷鳴と共に天変地異を起こす事ができる。
動物は好きだがモニとの相性は悪くよく吠えられている。
寿 鬼格（ことぶき きかく）
声 - 鈴村健一 / 下野紘（幼少）
誕生日：9月9日/年齢：25歳/武器：薙刀/特技：武芸全般
身寄りを失くした5歳の時に一座へ入り、現葵座の中では一番の古株。
真面目で秩序や規律を重んじる。女性にあまり免疫がなく、葵のダジャレも真に受けてしまう。
葵座の本拠地となる日光、守杜村の生まれで、双葉葵を代々守り続けてきた事もあり葵に対しては過保護。
荒銀 淋（あらかね りん）
声 - 梶裕貴 / 釘宮理恵（幼少）
誕生日：11月1日/年齢：17歳/武器：番傘/特技：奏楽全般
葵座一の看板女形。忍として育てられたため忍術を仕込まれている。
自他共に厳しく、やるなら完璧にが主義。ぶっきらぼうで物言いがきついが見込みのある相手に対しては面倒見も良い。
伊賀にある銀の里が故郷で、かつては自身の姉、結も葵座に在籍していた。
蜂須賀 陽太（はちすか ようた）
声 - 鈴木達央
誕生日：8月16日/年齢：19歳/武器：短剣/特技：軽業
主に裏方や端役をこなす。人懐こい性格で葵ともすぐに打ち解けた。孤児で荒んだ暮らしをしていた身を助けてくれた七巳を親分と呼び慕っている。
単純明快で失敗してもめげず切り替えも早いが、難しい事を考えるのは苦手で動きが止まるため、あまり頭を使わないようにと七巳に言われている。
元々は神器を扱えなかったが守杜村へ戻った際に懐剣の使い手となった。
諏訪 七巳（すわ ななみ）
声 - 三木眞一郎 / 斎賀みつき（少年期）
誕生日：3月17日/年齢：29歳/武器：サイコロ/特技：イカサマ
酒と昼寝、賭け事が好きでよく鉄火場へ出入りしている。
気まぐれでいい加減な上に、面倒事が嫌いなのもあり、舞台に立つよりも率先して裏方へ回ろうとするタイプ。
過去に葵座を抜け、身を持ち崩していた頃、諭吉に助けてもらい見返りとして仕事を請け負っていた事がある。
大菅 誠司（おおすが せいじ）
声 - 石田彰
誕生日：7月21日/年齢：25歳/武器：銃/特技：人付き合い
軍人。葵座の常連客。気さくで優しい。剣助と鬼格からは苗字を捩り悪代官と呼ばれたりもしている。
母親が西洋人のため、異国の血を引くという理由で一族からは酷い扱いをされていたところを諭吉に救われた。
不本意ながらも生きていく手段として裏紋をばらまき事件を引き起こしていた。
猿飛 密（さるとび ひそか）
声 - 中井和哉
誕生日：5月2日/年齢：31歳/武器：棍/特技：料理
葵座の拠点である「みよしの」の店主。一座の宣伝や事務など雑務全般をこなす。
喋りが苦手で口数は少ないが、懐が深く影から一座を支えている。
淋と同じく銀の里が故郷の忍で、元は淋の姉、結の守り役だった。
福澤 諭吉（ふくざわ ゆきち）
声 - 櫻井孝宏
誕生日：1月10日/年齢：38歳/武器：杖/特技：話術
物書き。西洋書物の翻訳や教科書を手がけている。
人の思考を読む事に長けており言葉巧みに懐柔し、自らの思想のためには手段を選ばない。
国の未来のために歪んだ物事を解消しようとどんなものでも有効活用しようとする性質。
三遊亭 宝船（さんゆうてい ほうせん）
声 - 子安武人
誕生日：6月20日/年齢：20歳/武器：話術/特技：噺
駆け出しの噺家で裏稼業は情報屋。
仕事柄人と話すのは勿論、物見高さで噺のネタになりそうな面白い話題を聞くのも好き。
持ち前の話術でなかなか本心を表に出さない。得意な演目は怪談。

### その他
神鳴 宗助（かみなり そうすけ）
声 - 森久保祥太郎
高校2年生。葵の幼馴染であり導鏡寺で下宿をしている。
歴史が好きで特に日本史が得意。剣助と瓜二つの容姿をしている。
乙姫（おとひめ）
声 - 天野由梨
「みよしの」の看板姉妹の姉。銀の里が故郷であり、女中兼くのいち。しっかり者で優しい。
甲姫（きのひめ）
声 - 早水リサ
「みよしの」の看板姉妹の妹。銀の里が故郷であり、女中兼くのいち。元気で明るい。
茂丹（もに）
声 - 代永翼
淋の愛犬。メスの忍犬。頭が良く人の好みがうるさいため、懐かない人間には吠える。
深見草 空（ふかみぐさ そら）
声 - 田村睦心
横浜で出会った少年。裏紋に憑かれた母親を一座に救われ、故郷の平田までの道のりを同行する事となる。
荒銀 結（あらかね ゆい）
声 - 橘田いずみ
淋の姉。元は神器、勾玉の持ち主で葵座にも在籍していた。故人。
土岐　弥太郎（とき やたろう）
声 - 茶風林
諭吉を唯一無二の存在として付き従う年老いた武人。武術に関してはかなりの手練れ。

## 主題歌
「葵ノ風〜雲流るる果てに〜」
歌 - 神鳴剣助（森久保祥太郎）、寿鬼格（鈴村健一）
作詞/作曲 - 孔井嘉乃
編曲 - 宮澤崇
「新・葵ノ風〜現世ゆめ芝居〜」（再演）
歌 - 神鳴剣助（森久保祥太郎）、寿鬼格（鈴村健一）
作詞/作曲 - 孔井嘉乃
編曲 - 宮澤崇
エンディングテーマ「You know, I Love you」
歌 - 孔井嘉乃
作詞/作曲 - 孔井嘉乃
編曲 - 宮澤崇

## 関連商品

### CD
- ドラマCD 文明開華 葵座異聞録 桜花爛漫 〜酔いどれ浪漫紀〜
- Webらじお 葵座異聞録DJCD 〜双六の書〜